# آلتناو (اوکر)
آلتناو (به آلمانی: Altenau) یک رود در آلمان است که در نیدرزاکسن واقع شده‌است.